# Andrew Richardson
Andrew Richardson (ur. 4 listopada 1955) – australijski judoka. Olimpijczyk z Los Angeles 1984, gdzie zajął osiemnaste miejsce w wadze średniej.
Siódmy na mistrzostwach świata w 1985; uczestnik zawodów w 1981 i 1983. Brązowy medalista igrzysk Wspólnoty Narodów w 1986, w zawodach pokazowych. Zdobył dwa medale na mistrzostwach Oceanii w 1979. Mistrz Australii w latach 1981-1988.

## Letnie Igrzyska Olimpijskie 1984
| Konkurencja | Eliminacje            | Klas. końcowa |
| Konkurencja | Przeciwnik I          | Miejsce       |
| ----------- | --------------------- | ------------- |
| 86 kg       | Park Kyung-ho (KOR) P | 18.           |